# アメリカ国立衛生研究所
アメリカ国立衛生研究所（アメリカこくりつえいせいけんきゅうじょ、英: National Institutes of Health、略称: NIH）は、アメリカ合衆国の保健福祉省公衆衛生局の下にあり、1887年に設立された合衆国で最も古い医学研究の拠点機関。本部はメリーランド州ベセスダに置かれている。Institutesと複数形であるように、それぞれの専門分野を扱う研究所と、医学図書館などの研究所以外の組織、合わせて全部で27の施設と所長事務局によって構成されている。1万8000人以上のスタッフのうち6000人以上が科学者（医師、生命科学研究者）である。

## 歴史
1870年代、移民増加により様々な伝染病がもたらされていた。1887年、ニューヨーク州スターテン島の病院に作られた衛生研究室で、コレラ菌を分離したのが始まりである。以後、ありふれた風邪から、稀な遺伝病など、様々な病気・障害の原因・診断法・治療法・予防法を研究する。また、その知識を普及させることで、人類の健康状態を改善させる。ノーベル賞受賞者は100人を超える。
自前で研究するだけでなく、世界中の研究機関に対する助成もする。年間の予算額は250億米ドルから300億米ドルで、その8割以上が2,800余りの大学と研究機関、5万人以上の研究者に、助成金や奨学金として配分されている。ヒトゲノム計画の解読結果にもとづいて癌やパーキンソン病、アルツハイマー病の診断や治療法の確立をすすめるほか、2001年に合衆国が炭疽菌攻撃を受けてからはバイオテロの予防も行う。
2020年には、国立アレルギー・感染症研究所（後述）を通じて2019新型コロナウイルス用ワクチンの研究開発にも関与している。

## 組織

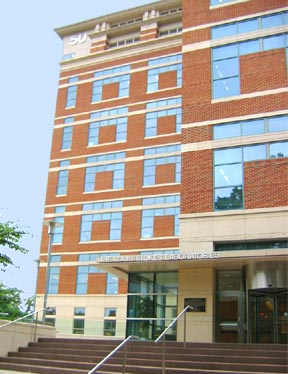
アメリカ国立衛生研究所第50ビル

NIHには1937年に国立癌研究所を設立して以来、多数の研究所を新設・あるいは外部の研究所を合併するなどして組織を拡大し、今では事務局(OD; Office of Director)以下、20の研究所と7つのセンターが存在する。2000年、国立画像生物医学・生物工学研究所を設立する。

### 研究所
- 国立癌研究所　(NCI; National Cancer Institute)
- 国立眼病研究所　(NEI; National Eye Institute)
- 国立心肺血液研究所　(NHLBI; National Heart, Lung, and Blood Institute)
- 国立ヒトゲノム研究所　(NHGRI; National Human Genome Research Institute)
- 国立老化研究所　(NIA; National Institute on Aging)
- 国立アルコール乱用・依存症研究所　(NIAAA; National Institute on Alcohol Abuse and Alcoholism)
- 国立アレルギー・感染症研究所　(NIAID; National Institute of Allergy and Infectious Diseases)
- 国立関節炎、骨格筋、皮膚疾患研究所　(NIAMS; National Institute of Arthritis and Musculoskeletal and Skin Diseases)
- 国立画像生物医学・生物工学研究所　(NIBIB; National Institute of Biomedical Imaging and Bioengineering)
- 国立小児保健発達研究所　(NICHD; National Institute of Child Health and Human Development)
- 国立聴覚・伝達障害研究所　(NIDCD; National Institute on Deafness and Other Communication Disorders)
- 国立歯科・頭蓋顔面研究所　(NIDCR; National Institute of Dental and Craniofacial Research)
- 国立糖尿病・消化器・腎疾病研究所　(NIDDK; National Institute of Diabetes and Digestive and Kidney Diseases)
- 国立薬物乱用研究所　(NIDA; National Institute on Drug Abuse)
- 国立環境衛生科学研究所　(NIEHS; National Institute of Environmental Health Sciences)
- 国立一般医科学研究所　(NIGMS; National Institute of General Medical Sciences)
- 国立精神衛生研究所　(NIMH; National Institute of Mental Health)
- 国立マイノリティ健康格差研究所(NIMHD; National Institute of Minority Health and Health Disparities)
- 国立神経疾患・脳卒中研究所　(NINDS; National Institute of Neurological Disorders and Stroke)
- 国立看護研究所　(NINR; National Institute of Nursing Research)
- 国立医学図書館　(NLM;  National Library of Medicine)

### センター
- 情報技術センター　(CIT; Center for Information Technology)
- 科学審査センター　(CSR; Center for Scientific Review)
- フォガーティ国際衛生科学先端研究センター　(FIC; John E. Fogarty International Center for Advanced Study in the Health Sciences)
- 国立補完代替医療センター　(NCCAM; National Center for Complementary and Alternative Medicine)
- 国立研究資源センター　(NCRR; National Center for Research Resources)
- 国立衛生研究所・臨床センター　(CC; NIH Clinical Center)